# 夏季奧林匹克運動會美式足球比賽
美式足球曾於1904年和1932年夏季奥林匹克运动会以示範運動中亮相。在1904年奧運會上曾有大学美式橄榄球比赛在弗朗西斯奧林匹克體育場舉行，實際上為大學隊伍在他們的常規賽季中相互比賽。在1932年奧運會再次以示範運動舉行一次 。雖然此後美式足球並未再在奧運中出現，但有些美式足球運動員仍參加奧運。國際美式足球總會（IFAF）負責主辦世界美式足球錦標賽，這是一項每四年舉辦一次的國際比賽。

## 1904年奧運會

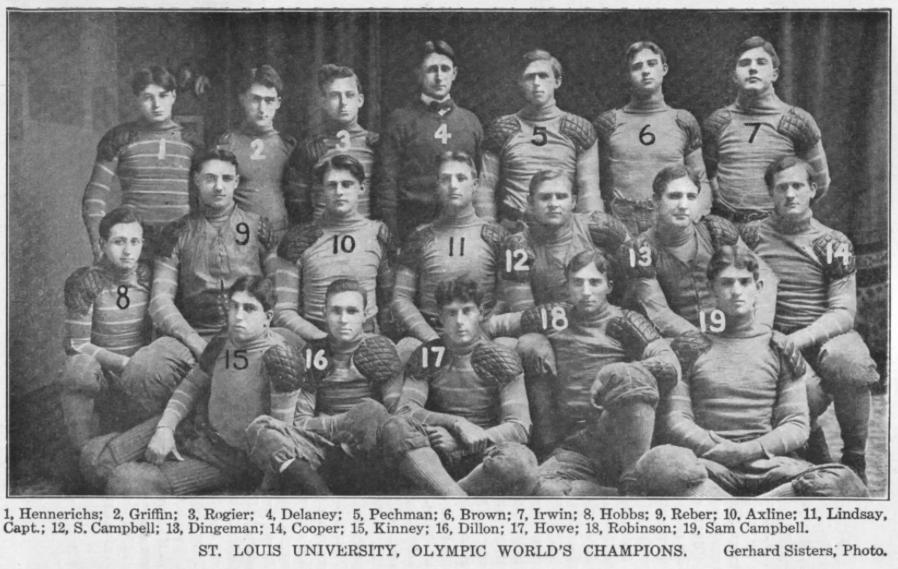
聖路易斯大學的1904年「奧運世界冠軍」

聖路易斯大學和聖路易斯華盛頓大學最初希望在奧運會舉辦美式足球比賽爭取冠軍，但最終未能成功主辦。兩支球隊最終只是與全國各地的隊伍進行常規賽，使其作為示范项目的地位變得可疑。聖路易斯被宣告為“默認冠軍”。由於弗朗西斯奧林匹克體育場是1904年夏季奧運會主要場地，只有在那裡進行的比賽才會被認為是奧運會觀眾的表演賽，只有兩場比賽未涉及圣路易斯华盛顿大学：一場是普渡大學對密蘇里大學的比賽，另一場是兩支印第安學校隊伍（哈斯克和卡萊爾）之間的首次對戰，當時他們被認為是大學橄欖球的強隊。

## 1932年奧運會
在1932年夏季奧運會中，美式足球再次成為示范项目，於8月8日在洛杉磯紀念體育場舉行單場表演賽。西部三所大學的學生（卡爾大學、史丹福大學和南加州大學）對陣東岸的「三大學府」（哈佛大学、耶魯大學和普林斯頓大學），西部隊以7比6的比分獲勝。

## 重返奧運會
儘管當時美式足球從未在奧運會上正式比賽，歷年來有不少美式足球選手曾經參加過奧運會。有人認為該項運動與奧運會有幾個不相容之處，其中包括高風險受傷、比賽舉辦的時間不便以及其缺乏全球受歡迎度。2013年，國際奧林匹克委員會暫時承認國際美式足球總會 (IFAF)的地位，為未來是否參與奧運會進行表決。2015年，美式足球沒有被納入到2020年奧運會比賽項目中，批評者批評IFAF缺乏努力並圍繞2015年世界美式足球錦標賽發生一些不和。
國際奧委會拒絕IFAF的申請後，重新提出申請獲得2024年夏季奧運會加入該運動的臨時認可。有人認為，由於限制名單人數，七對七的比賽方式最有可能成為像七人制欖球一樣成為正式比賽項目，而七人制欖球則於2016年夏季奧運會首次亮相。最終美式足球未能納入2024年奧運會項目中。
IFAF和國家美式橄欖球聯盟後來支持提議在2028年洛杉磯夏季奧運會上將腰旗美式足球納入比賽項目 。腰旗美式足球因其有限接觸、低成本以及男女均可參與而成為一個可行的替代選擇。這項提案獲得成功，並於2023年10月正式宣佈腰旗美式足球將作為2028年奧運會的一項專屬運動。